# Hönnepel
Hönnepel is een plaats behorend tot de gemeente Kalkar in de Nederrijnregio in Duitsland. De plaats is direct aan de Rijn gelegen en heeft ongeveer 950 inwoners (2007).
Het dorp werd in zekere mate bekend doordat het de vestigingsplaats was van de kweekreactor Kalkar, die nooit in gebruik werd genomen. Op deze locatie is in 1995 het attractiepark Wunderland Kalkar geopend.
De katholieke parochiekerk heet St. Regenfledis en begon als kloosterkapel. De kerk is tweebeuks. De onderste twee verdiepingen van de toren dateren uit de Romaanse stijlperiode. Naast de kerk bevindt zich het Haus Hönnepel; dit is een versterkt voormalig herenhuis dat omgeven was door een gracht en in bezit was van de Heren van Hönnepel.
In Hönnepel is een installatie gebouwd bestaande uit grote bassins waar slib uit rioolwaterzuiveringsinstallaties op natuurlijke wijze door middel van riet wordt gecomprimeerd door onttrekking van vocht.

## Externe link

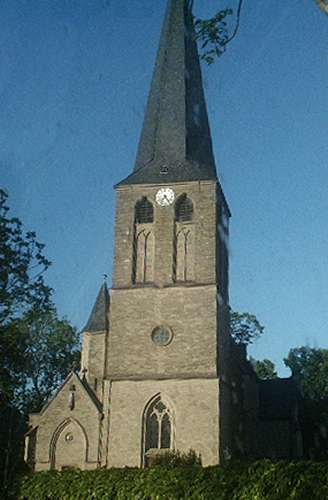
St. Regenflediskerk